# 知内温泉

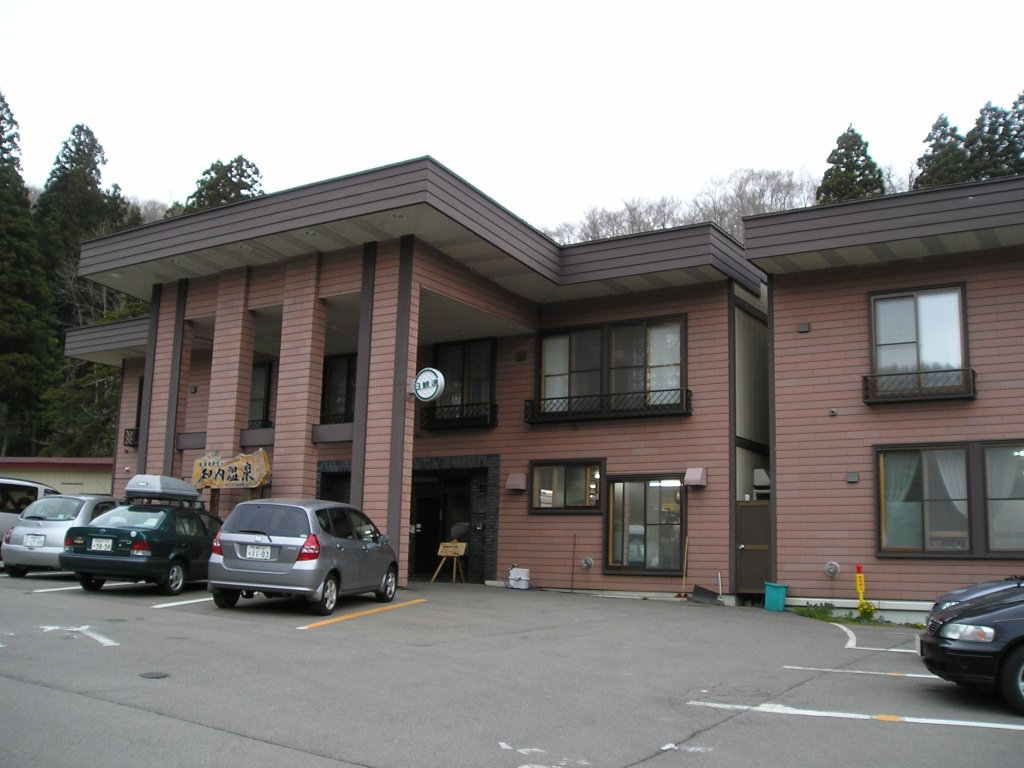
一軒宿の「知内温泉旅館・ユートピア和楽園」外観

知内温泉（しりうちおんせん）は、北海道上磯郡知内町字湯ノ里にある温泉。北海道最古の歴史を持つ温泉地である。

## 泉質
- 鉄鉱泉
- 炭酸塩類泉
- 重炭酸土類食塩泉
- 明礬泉
  - 源泉温度62.5 - 70℃

### 効能
- 火傷、胃腸病に対する効能があるとされる。温泉地では飲泉時に口頭癌・胃腸癌への効能を謳っている。

※注 効能はその効果を万人に保証するわけではない。特に癌に対する効能は医学的に証明された効果ではない。

## 温泉地
日本秘湯を守る会にも属する一軒宿の「知内温泉旅館・ユートピア和楽園」があり、日帰り入浴も扱っている。
特に火傷や胃腸病への効能の高さから湯治場として栄え、現在でも湯治場として多くの人々が訪れる。館内には「上の湯」「下の湯」と名付けられた男女別の内湯2か所と、素朴な混浴露天風呂がある。
また、別の場所には野湯的な露天風呂（通称：展望台の湯、営林署の湯）も存在する。

## 歴史
開湯は1247年である。源頼家の家臣荒木大学が金山探索を行った際に発見したとされる。ただし、以前からアイヌや地元の人々が利用していたとも言われる。
1624年には松前藩によって湯治場として整備され、歴代の松前藩主が湯治に訪れた。

## アクセス
- 鉄道：北海道新幹線・道南いさりび鉄道木古内駅より函館バスで45分、「湯の里温泉入口」バス停より徒歩約20分。
- 道路：函館茂辺地道路北斗茂辺地ICより、国道228号・北海道道812号館町福島線で約30km。